# Nagurus kensleyi
Nagurus kensleyi är en kräftdjursart som beskrevs av Franco Ferrara och Stefano Taiti1985. Nagurus kensleyi ingår i släktet Nagurus och familjen Trachelipodidae. Inga underarter finns listade i Catalogue of Life.